# Nama hispidum
Nama hispidum är en strävbladig växtart som beskrevs av Asa Gray. Nama hispidum ingår i släktet Nama och familjen strävbladiga växter. Inga underarter finns listade i Catalogue of Life.

## Bildgalleri

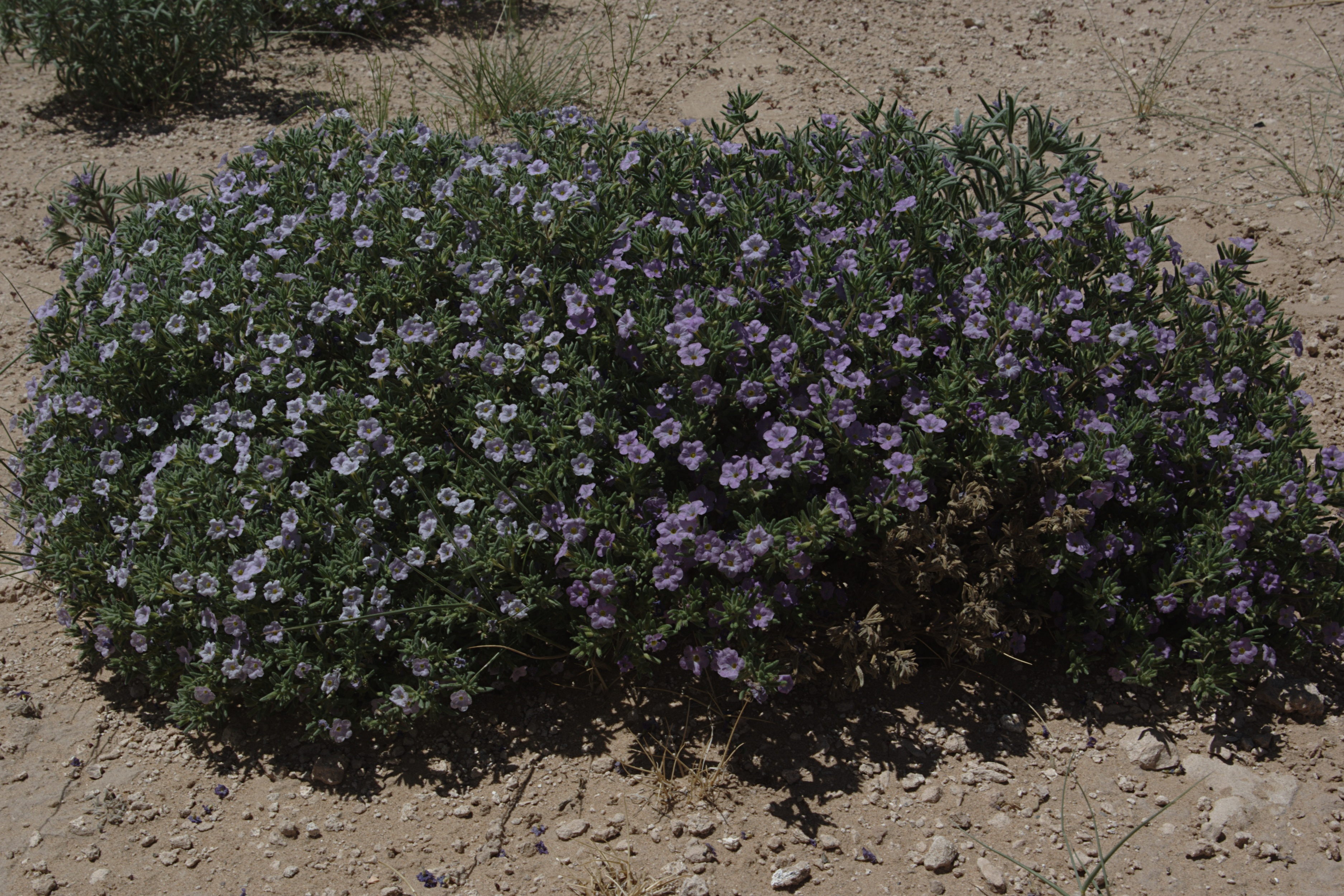